# Fiestas Patronales de San Roque
Las Fiestas Patronales y Populares de San Roque de Altamira, es una de las fiestas más importantes del Huila, especialmente del centro del departamento, donde el festivo de la Asunción de la Virgen María, se reúnen feligreses de distintas partes de Colombia y visitantes extranjeros para rendir homenaje a San Roque, santo patrono de esta localidad. 

## Celebración Religiosa
La Parroquia San Roque de Altamira, ofrece una programación especial para la celebración de la fiesta de San Roque, comenzando el 7 de agosto con el primer día de la Novena a este santo, el día 15 de agosto se celebra la fiesta de la Asunción de la Virgen María, este día se realiza una procesión con la imagen de la Virgen y una eucaristía en su honor, se celebra esta misma noche la víspera de San Roque.
El día 16 de agosto, se celebra el día en honor a San Roque, el párroco celebra una misa especial para los enfermos, se realiza una procesión por las calles de Altamira con la Imagen de San Roque e inmediatamente después se celebra la misa en honor al Santo Patrono.

## Celebración Popular
En el marco de la Fiesta patronal de San Roque, la alcaldía municipal de Altamira, celebra las fiestas populares, con eventos deportivos, sociales y espacios de convivencia ciudadana. Durante cuatro días, el municipio de Altamira acoge a propios y visitantes, de diferentes partes del mundo, que vienen a disfrutar de estas festividades; el día viernes es dedicado al deporte, se realizan carreras de atletismo, triatlón, concursos deportivos y en la noche se presenta una orquesta local, generalmente del mismo municipio.
Para el día sábado, se inicia con una alborada por las calles del municipio, entre la gran alegría de los asistentes; también se exalta al campesino altamireño, se ofrece una celebración especial para ellos, concursos, exposiciones y condecoraciones al labriego; a las 10:00pm una orquesta generalmente Huilense deleita a los asistentes con ritmos tropicales.
El domingo, también muy temprano se inicia el día con alborada, música y pólvora, este día se lleva a cabo la cabalgata por todo el casco urbano, la administración municipal ofrece un espectáculo pirotécnico a las 8:00pm y a las 10:00pm una Orquesta Internacional (Taxí, Onda Mandarina, Banda Fiesta, Los Uno de Colombia, Guayaba, entre otras han participado en esta celebración) complacen a un público que disfruta sus éxitos en una plaza a reventar de asistentes.
El lunes una orquesta local cierra la celebración, en la noche conocida como "El Remate"
- Datos: Q16303298